# مسئله فرمی

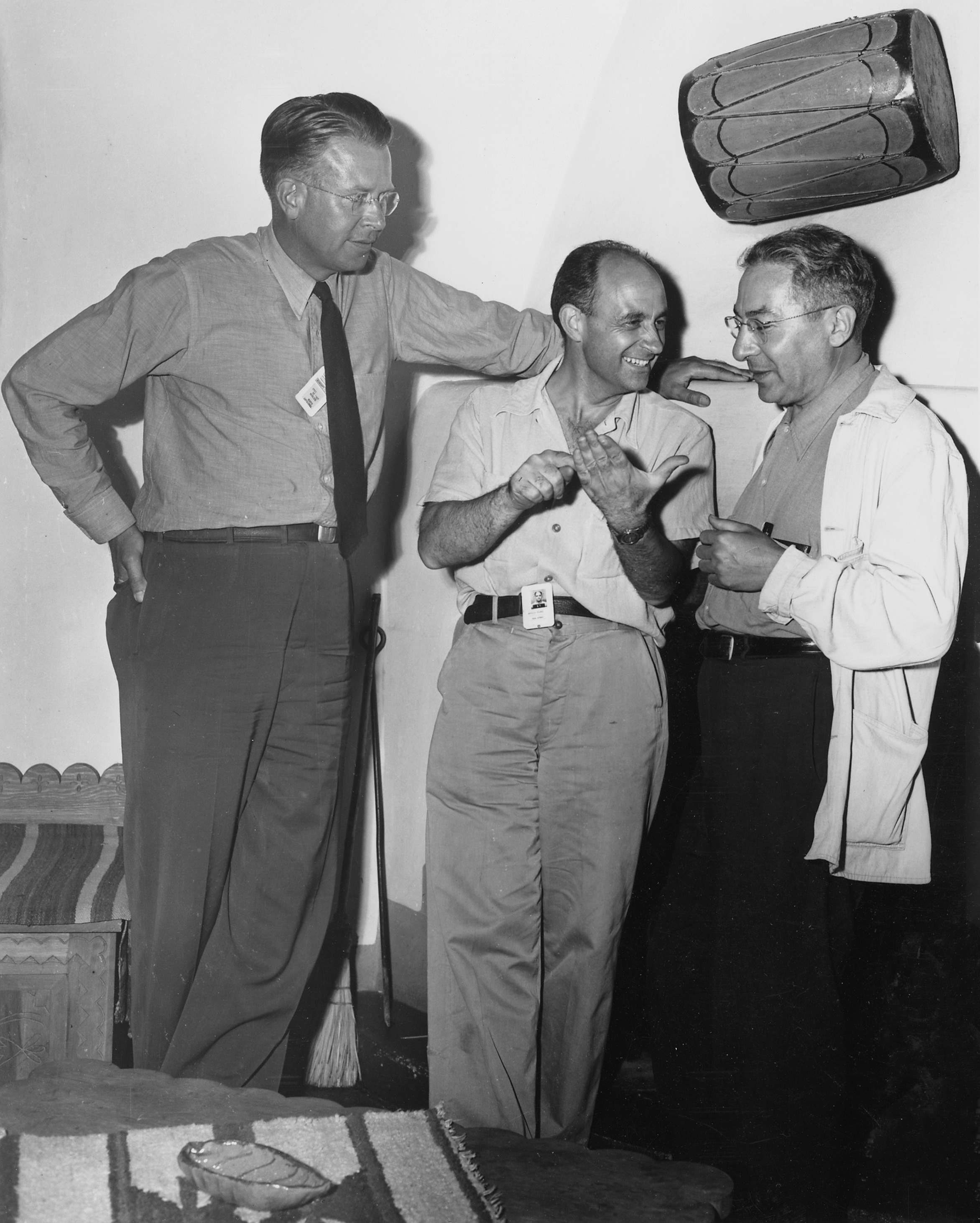
انریکو فرمی (وسط) به همراه ارنست لارنس (چپ) و ایزاک رابی (راست)

در علم و به خصوص در آموزش فیزیک و مهندسی ، یک مسئله فرمی ، پرسش فرمی یا تخمین فرمی پرسشی است که برای یاد دادن روش‌های تخمین ، تحلیل ابعادی و تقریب و نیز اهمیت شناسایی دقیق فرضیات مورد استفاده در حل مسائل استفاده می‌شود. این مسئله‌ها معمولاً شامل شناسایی و مطرح کردن حدس‌هایی معقول از کمیت‌های دخیل در مسئله هستند.(بدون دادن هیچ‌گونه اطلاعات اولیه)
انریکو فرمی به خاطر توانایی فوق‌العاده‌اش در انجام محاسبات تقریبی ، با اطلاعات اولیه بسیار کم یا بدون هیچ‌گونه اطلاعات داده‌شده شناخته‌شده بود. یک نمونه ، تقریب او از انرژی آزاد شده از جنگ‌افزار هسته‌ای مورد آزمایش در آزمایش ترینیتی ، از روی مسافت طی شده توسط تکه‌های کاغذ در دست او هنگام انفجار بمب بود. مقدار تخمین زده شده توسط وی برابر ۱۰ هزار تن TNT ، به طور تحسین برانگیزی به مقدار واقعی (۲۰ هزار تن TNT) نزدیک بود.(کمتر از یک مرتبه بزرگی )

## مراجع برای مطالعه بیشتر
دوره‌های دانشگاهی ارائه شده با این موضوع:
- هنر تقریب در مهندسی و فیزیک . دانشگاه ام‌آی‌تی - 6.055J / 2.038J
- فیزیک در پشت یک پاکت نامه.
- فیزیک مرتبه‌ی بزرگی - دانشکاه کلتِک.
- Chapter 2: Discoveries on the Back of an Envelope from Frontiers of Science: Scientific Habits of Mind taught by David Helfand at Columbia University